# Восстания Абаза
Восстания Абазы — военный конфликт вызванный из-за убийства разгневавшихся янычар правителя Османа, Абаза-паша будучи его визирем и советником по упразднению янычарского движения продолжает его дело при этом получая поддержку народа в центральной Анатолии от туркменов, а также от своих близких и друзей в Эзуруме где он был наместником в 1618—1628 годах, а также Боснии в 1628—1631 годах.
17 ноября 1622 года первый визирь Османской империи, абхазского происхождения, Абаза-паша получает увольнение от Османской порты где власть поддерживает янычар.
16 августа 1624 года под командованием Хафиза Ахмета-паши янычары и Османская порта дали отпор войску Абазы при Кайсери. Абаза проиграл из-за предательства своего собственного войска и отступал обратно в свои владения, сумев мирно договориться с османами он продолжал оставаться губернатором при этом не отрёкся от своих карательных планов насчёт янычар.
В этом же году Абаза с армией 30 тыс. Человек движется на столицу Османской империи захватил Сивас, осадил Анкару и попытался штурмовать Бурсу, после неудачи отступил в Найд.
В 1627 во время Турецко-персидской войны при городе Ахыска (Грузия, под контролем османов) Абазе было поручено руководить войском янычар при битве с персами, вместо этого он подставил свою армию и со своими сообщниками разбил янычар и убил множество знатных осман, после этого второй великий визирь занявший место Абазы Халил-паша был уволен.
В 1628 году Гази Хюсрев-паша осадил Эрзурум, в его распоряжении были пушки и 18 сентября Мехмед Абаза решил сдаться. Янычары приняли его условия, его отправили также быть губернатором в отдаленную от его дома османскую область — Силистры (в 1631—1633 годах) и Видины (в 1633—1634 годах).
В 1634 году Абаза был вероломно приговорен к казни, не вытерпив унижения полководец сам себя задушил петлёй, до этого в 1633 участвовал на стороне султана в штурме Каменицы.